# Torre d'Arese
Torre d'Arese es una localidad y comune italiana de la provincia de Pavía, región de Lombardía, con 869 habitantes.

## Evolución demográfica
| Gráfica de evolución demográfica de Torre d'Arese entre 1861 y 2001 |
|                                                                     |
| Fuente ISTAT - elaboración gráfica de Wikipedia                     |